# Zeuxine africana
Du chuyên châu Phi (danh pháp hai phần: Zeuxine africana) là một loài thực vật có hoa trong họ Lan. Loài này được Rchb.f. miêu tả khoa học đầu tiên năm 1867.